# Hans Lange (Dirigent)
Hans Lange (* 17. Februar 1884 in Konstantinopel; † 13. August 1960 in Albuquerque) war ein deutsch-amerikanischer Violinist und  Dirigent. Er war der älteste Sohn des osmanischen Hofkapellmeisters Paul Lange und war Dirigent an mehreren großen Orchestern der USA, u. a. als Assistent von Arturo Toscanini am New York Philharmonic Orchestra und am Chicago Symphony Orchestra. In den 1950er Jahren baute er das New Mexico Symphony Orchestra als eines der damals bedeutendsten kommerziellen Orchester der USA auf.

## Leben
Lange begann das Studium der Violine mit fünf Jahren in Konstantinopel und trat das erste Mal öffentlich auf mit sieben Jahren. Lange ging nach seiner Ausbildung u. a. in Prag, und nach Engagements in Deutschland, u. a. in Bielefeld, 1923 in die USA, wo er völlig neu seine Karriere aufbaute, nachdem das deutsche Ensemble, mit dem er in den USA getourt hatte, dort aufgelöst worden war.

### 1927–1936: Assistent von Toscanini am New York Philharmonic Orchestra
Ab 1927 war er am New York Philharmonic Orchestra zunächst als Violinist, dann auch als Dirigent und Assistent von Arturo Toscanini tätig. Toscanini leitete das Orchester 1928–1936 neben seinen zahlreichen Engagements in Europa. Lange war aber auch selbständig als Dirigent tätig und machte Schallplattenaufnahmen, u. a. mit der berühmten Wagner-Sopranistin Kirsten Flagstad. Am 20. November 1935 führte Lange erstmals mit der „Afro-American Symphony“ von William Grant Still ein Stück eines afro-amerikanischen Komponisten mit einem der „Big Five“ auf, der damals führenden klassischen Orchester in den USA. 1937 hat Lange dieses Stück auch ins Programm des Chicago Symphony Orchestra aufgenommen. Vor seinem Engagement in Chicago vertrat Lange im März 1936 kurzzeitig Artur Rodziński als Dirigent des Cleveland Orchestra, dem dritten der fünf führenden Orchester der USA („Big Five“), an dem Lange als Dirigent tätig war. Lange erschloss dem New Yorker Publikum nicht nur afro-amerikanische klassische Musik, sondern auch die klassische Welt Lateinamerikas. Am 8. und 9. Februar 1934 dirigierte er die New Yorker Philharmoniker mit der brasilianischen Solistin Guiomar Novaes.

### 1936–1946: Dirigent am Chicago Symphony Orchestra (CSO)
Nachdem Toscanini 1936 endgültig in die USA übergesiedelt war und Chef des NBC Symphony Orchestra in New York wurde, ging Lange  noch im selben Jahr an das Chicago Symphony Orchestra, wo er unter Friedrich August Stock zunächst bis 1943 als Associate Conductor tätig war, dann unter Désiré Defauw bis 1946 als Conductor.
Im August 1937 leitete Lange einen Auftritt des Violinisten Jascha Heifetz mit dem CSO. Das Konzert im Grant Park war eines der ersten einer langen Reihe von Auftritten Langes mit internationalen Stars in Chicago. Ein Großteil von Langes Auftritten sind in der Chicago Tribune durch die Kritiken der Musik- und Theaterkritikerin Claudia Cassidy sowie von Albert Goldberg dokumentiert. Cassidy war legendär für ihre berüchtigten Verrisse, insbesondere in ihrer regelmäßigen Kolumne „From the aisle“, denen unter anderem Rafael Kubelík, Georg Solti und auch der o. g. Desire Dufauw zum Opfer fielen, aber war eine große publizistische Unterstützerin von Lange. Ebenfalls ein Unterstützer von Lange war Albert Goldberg, der kurz nach dem Ende von Langes Engagement in Chicago zur Los Angeles Times wechselte, wo er von 1947 bis zu seinem Tode 1990 als einer der bekanntesten Musikkritiker Amerikas wirkte. Allerdings konnten weder Cassidy noch Goldberg verhindern, dass 1943 anstatt von Lange Defauw Chefdirigent des CSO wurde. Lange wurde auch von alten Bekannten wie Hindemith, der mit ihm zusammen im Frankfurter Opernorchester als Violinist tätig gewesen war, bezüglich seiner musikalischen Fähigkeiten eher kritisch gesehen.
Am 3. und 4. März 1938 trat Lange zusammen mit Paul Hindemith als Dirigent des Chicago Symphony Orchestra auf. Für den vor den Nazis zunächst in Langes Geburtsland Türkei geflüchteten Hindemith, der das Konservatorium in Ankara aufgebaut hatte, war dies das Debüt mit dem CSO. Lange und Hindemith traten gemeinsam auf und führten abwechselnd Werke des Gastes und von Mozart auf (Symphonie Nr. 39).
Hans Lange trat mehrmals in Chicago mit dem Geiger Yehudi Menuhin auf: Am 9. und 10. November 1939 sowie am 14. April 1942 spielte das CSO das Violinkonzert D-Dur op. 77 von Johannes Brahms.
Als am 15. Januar 1940 Walter Liberace, später ein Superstar in den USA (und Stilvorbild des wohl berühmtesten türkischen Sängers und Musikers des 20. Jahrhunderts, Zeki Müren), sein einziges öffentliches Konzert mit dem CSO im Pabst Theater in Milwaukee, Wisconsin, gab, war Hans Lange der Dirigent.
Am 12. Mai 1940 nahm Lange mit dem CSO und dem polnisch-amerikanischen Pianisten Józef Hofmann Beethovens Klavierkonzert Nr. 5 Opus 73 auf. Die Aufnahme (ca. 35 min) ist vollständig erhalten und auf einer CD-Edition des CSO erhältlich, sowie auf Klavieranthologien des Pianisten Hofmann.
Am 9. Januar 1941 nahm Lange mit dem Chicago Symphony Orchestra und Emanuel Feuermann Dvořáks Cellokonzert auf. Die Aufnahme ist ebenfalls erhalten und liegt seit kurzem wieder als CD vor.
Im Sommer 1942 war Lange an der Einstudierung der 7. Symphonie (Leningrader) von Schostakowitsch in Chicago beteiligt, die am 22. August 1942, weniger als sechs Monate nach der Weltpremiere in der Sowjetunion, ihre Erstaufführung im Mittleren Westen erlebte (die US-Erstaufführung fand unter dem Dirigat von Langes früheren Chef Arturo Toscanini in New York am 19. Juli statt). Nach dem plötzlichen Tod von Stock am 20. Oktober 1942 übernahm Lange alle restlichen Aufführungen des CSO für die Orchestersaison 1942/43, einschließlich der Aufführungen der Leningrader Symphonie.
Am 27. November 1942 berichtete die Chicago Tribune über einen Auftritt des Pianisten Artur Schnabel mit dem CSO unter Leitung von Hans Lange.
Am 12. Januar 1943 leitete Lange ein Gastspiel des Violinisten Fritz Kreisler beim CSO, und am 15. April einen Auftritt des chilenischen Pianisten Claudio Arrau.
Im Frühjahr 1943 wurde überraschend der Belgier Desire Defauw als Nachfolger von Stock als Chefdirigent des CSO ernannt, sehr zur Enttäuschung von Lange, der nach dem Tod von Stock vorübergehend die Funktion des Chefdirigenten des CSO übernommen hatte und sich Chancen auf dessen Nachfolge ausrechnete.
Im April 1946 kündigte das Management des CSO an, dass Langes Vertrag nicht verlängert würde.

### 1946–1960: Aufbau neuer professioneller Orchester in Ohio und New Mexico
1946–1949 war Lange in Toledo (Ohio) tätig, wo er das „Friends of Music Orchestra“ leitete, aus dem ab 1951 das heute noch existierende Toledo Symphony Orchestra wurde. Toscanini holte ihn am 13. April 1947 noch einmal für ein Gastdirigat nach New York für vier Konzerte mit dem damals von ihm geleiteten NBC Symphony Orchestra. Ob von diesen Auftritten Tonaufnahmen existieren, ist nicht bekannt.
1950 wurde Lange Music Director der Albuquerque Civic Symphony (heute New Mexico Symphony Orchestra), die kurz zuvor, im November 1948, durch die Welturaufführung von Schönbergs Werk Ein Überlebender aus Warschau Musikgeschichte geschrieben hatte. Lange baute das Amateurensemble zu einem der heute besten professionellen philharmonischen Orchester der USA um.  Das NMSO musste 2011, 60 Jahre nach der Gründung durch Lange, Konkurs anmelden. Allerdings lebt das Erbe von Hans Lange im heutigen New Mexico Philharmonic weiter, das aus dem NMSO entstanden ist.
Der US-amerikanische Komponist Leon Stein war ein Schüler von Hans Lange.

## Aufnahmen
- Dvořák, Cellokonzert op. 104, Chicago Symphony Orchestra, Dirigent: Hans Lange, Solist: Emanuel Feuermann (Cello), Aufnahmedatum: Chicago, 9. Januar 1941: West Hill Radio Archives, USA (erhältlich als CD)
- Beethoven, Klavierkonzert Nr. 5 Opus 73, Chicago Symphony Orchestra, Dirigent: Hans Lange, Solist: Jozef Hofmann (Klavier)
- The Complete Josef Hofmann Vol 7 – Great Concerto Performances – Marston 52037, Release Date: 03/01/2002, Number of Discs: 2
- Wagner: Arias / Kirsten Flagstad – Label: Newton Classics   Catalog: 8802090	 Release Date: 11/15/2011   Number of Discs: 1
- Prima Voce – Divas Vol 2 (1909–1940) – Label: Nimbus   Catalog: 7818	 Release Date: 12/02/1992   Number of Discs: 1
- Prima Voce – Kirsten Flagstad – Label: Nimbus   Catalog: 7847	 Release Date: 12/02/1992   Number of Discs: 1
- Kirsten Flagstad – The Great Arias – Beethoven, Weber u. a. – Label: Pearl   Catalog: 34	 Release Date: 07/20/1999   Number of Discs: 1
- Lebendige Vergangenheit – Kirsten Flagstad – Label: Preiser Records   Catalog: 89141	 Release Date: 05/20/1997   Number of Discs: 1
- Richard Wagner On Record – Label: Preiser Records   Catalog: 89404	 Release Date: 07/04/1998   Number of Discs: 4
- Wagner: Arias & Duets / Kirsten Flagstad, Lauritz Melchior – Label: Rca Victor Gold Seal   Catalog: 7915	 Release Date: 04/19/1990   Number of Discs: 1